# Intercity 2 (Deutsche Bahn)

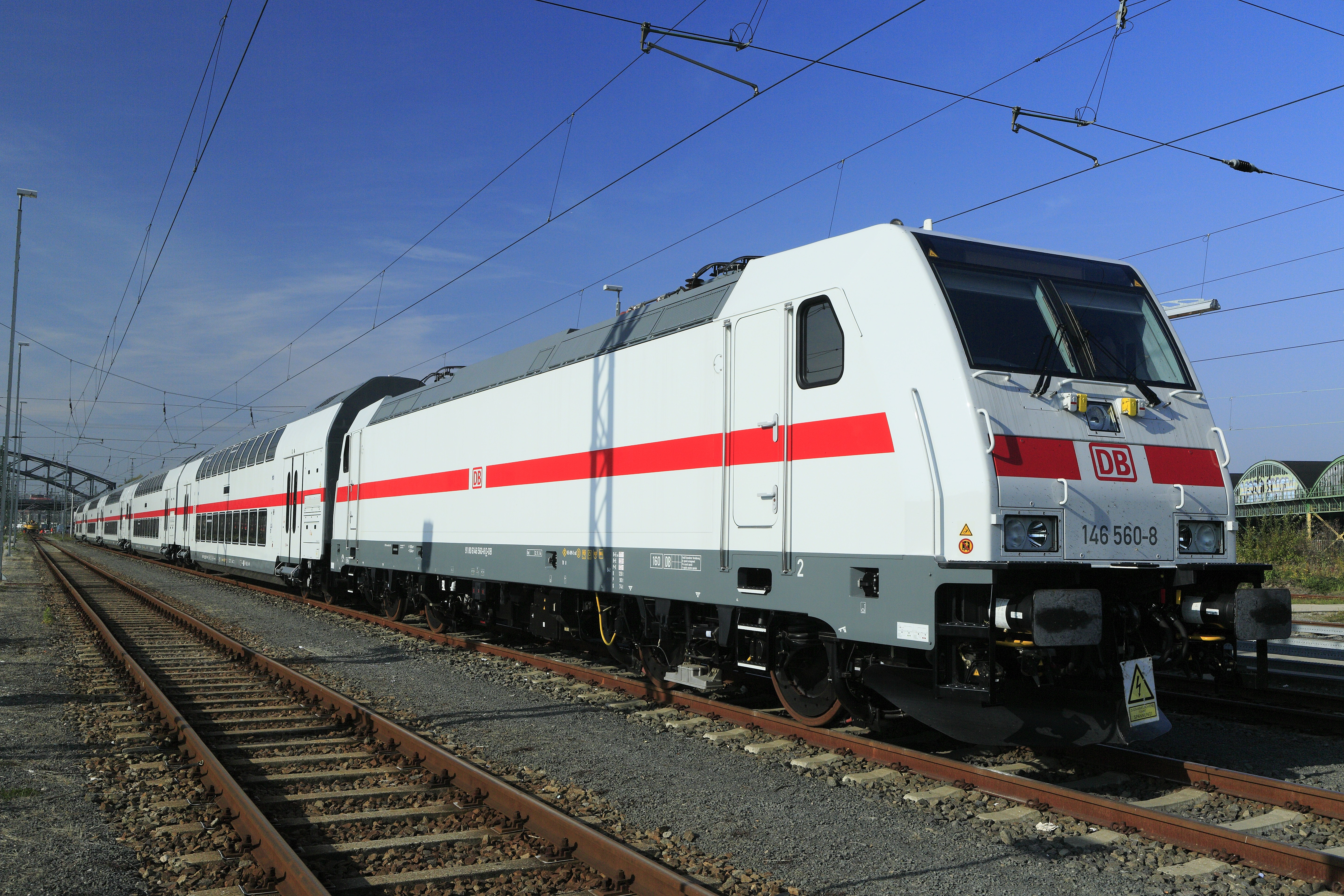
A szerelvény mozdonya

Az Intercity 2 vagy röviden az IC2 a német államvasutak, a Deutsche Bahn emeletes Intercity vonata, mely a régi, hagyományos Intercity vonatok leváltására vásárolt. A szerelvények egy mozdonyból, emeletes kocsikból és egy emeletes vezérlőkocsiból állnak, maximális sebességük 160 km/h.

## Története
A Német Vasutak, DB, a Bombardier Transportationrel kötött szerződést kb. 362 millió euró értékben 27 db 5,6 MW teljesítményű Bombardier TRAXX 146.2 sorozatú villamosmozdony, és 137 db emeletes személykocsi szállítására. Ezek az első távolsági emeletes járművek, melyeket a DB beszerez. Az ingavonatok összeállítása egy mozdony, egy első osztályú, három másodosztályú jármű és egy másodosztályú vezérlőkocsi, és így 469 ülőhely biztosítható, melyből 70 első osztályú. A 160 km/h sebességű vonatok 2013 év végén álltak üzembe. A kocsikat a Bombardier Görlitzi gyáregységében gyártották, Németország keleti részén, a forgóvázakat Siegen szállította és a mozdonyok összeszerelését Kasselban végezték. A vonatokat olyan vonalakra szánták, mit pl. Köln–Hamburg, ahol a vonalra engedélyezett sebesség ritkán haladja meg a 160 km/h. Ez a rendelés egy átmeneti megoldás arra, hogy a DB megújítsa a távolsági mozdony vontatású jármű állományát. Eredetileg az ICx projekt volt erre kitalálva, 300 vonat változtatható hosszakkal, mely felváltja a mozdonyvontatású vonatokat, és az ICE korai járműveit.
Az elmúlt évben folytatódtak a DB és kiemelt pályázó, a Siemens Transportation Systems közötti egyeztetések. A német újságokban megjelenő riportok az sugallják, hogy a Siemens ICx ára még mindig túl magas, 40 000 euró ülésenként, a DB által gondolt 28 ezerrel szemben. Az új Bombardier mozdonyos vonat esetén ülőhelyenként 28 500 euró az ár. A Siemens megerősítette az IRJ újságnak, hogy a Német Vasutakkal a tárgyalások folytatódnak.

## Közbeszerzés
A Bombardier Transportationnak 2011-ben odaítélt szerződés értékét 362 millió euróra becsülték. Egy öt kocsis vonat és egy 146.5 sorozatú mozdony ára 17 millió euró volt. 2017 januárjáig 25 vonatot szállítottak le. Eredetileg 2013 végére tervezték az első, 27 vonatból álló tétel átadását..
2013 szeptemberében a vasút további 17 emeletes IC-t rendelt, 293 millió euró értékben. A Stuttgartból Svájc felé vezető útvonalon ezeket a vonatokat ideiglenesen 146 sorozatú mozdonyok vontatták, 2019-től a svájci rendszert is ismerő 147 sorozatú gépeket akartak használni, de erre nem került sor.
2017 márciusának végén újabb felhívás érkezett a Deutsche Bahntól 25 további Intercity emeletes vonatra. 2020 januárjában a DB Fernverkehr szoftverproblémák miatt visszautasította a 2. sorozat második részének 25 vonatát.
| Rendelés éve | Szállítás                      | Vezérlőkocsi | Betétkocsi | Összesen |
| ------------ | ------------------------------ | ------------ | ---------- | -------- |
| 2011         | 2015. december – 2016. március | 27           | 108        | 135      |
| 2013         | 2018. december                 | 17           | 68         | 85       |
| 2017         | várhatóan 2019.                | 25           | 100        | 125      |

## Útvonalak
| IC-vonal | Útvonal                        | Forgalomba állás | Megjegyzés                          |
| -------- | ------------------------------ | ---------------- | ----------------------------------- |
| IC 56    | Leipzig - Hannover - Norddeich | 2015             |                                     |
| IC 55    | Dresden - Hannover - Köln      | 2016             |                                     |
| IC 87    | Stuttgart - Singen - Zürich    | 2017             | IC2 2020 decemberéig csak Singen-ig |
| IC 61    | Karlsruhe - Nürnberg           | 2018             |                                     |

## Képgaléria

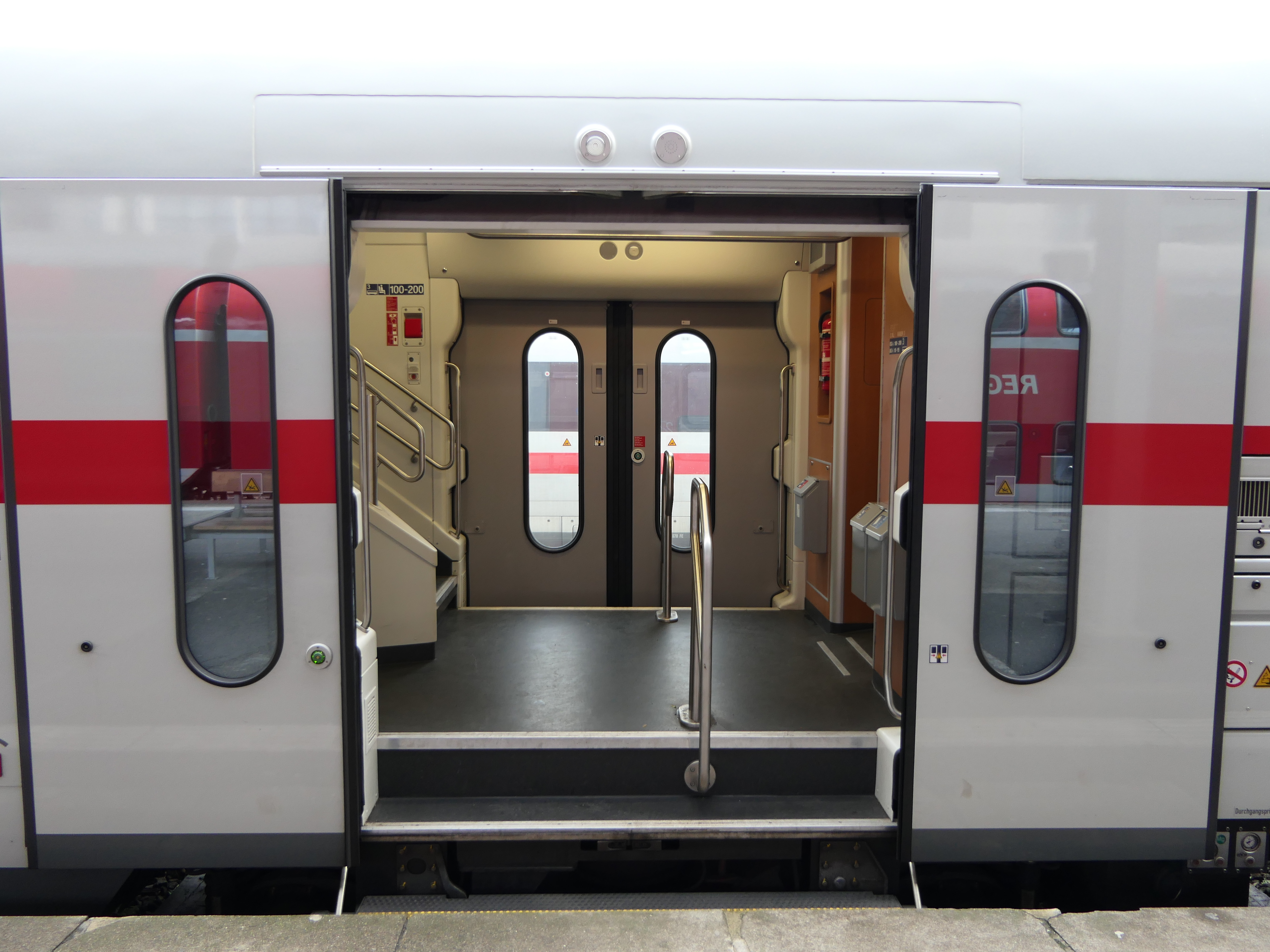
Beszállóajtók
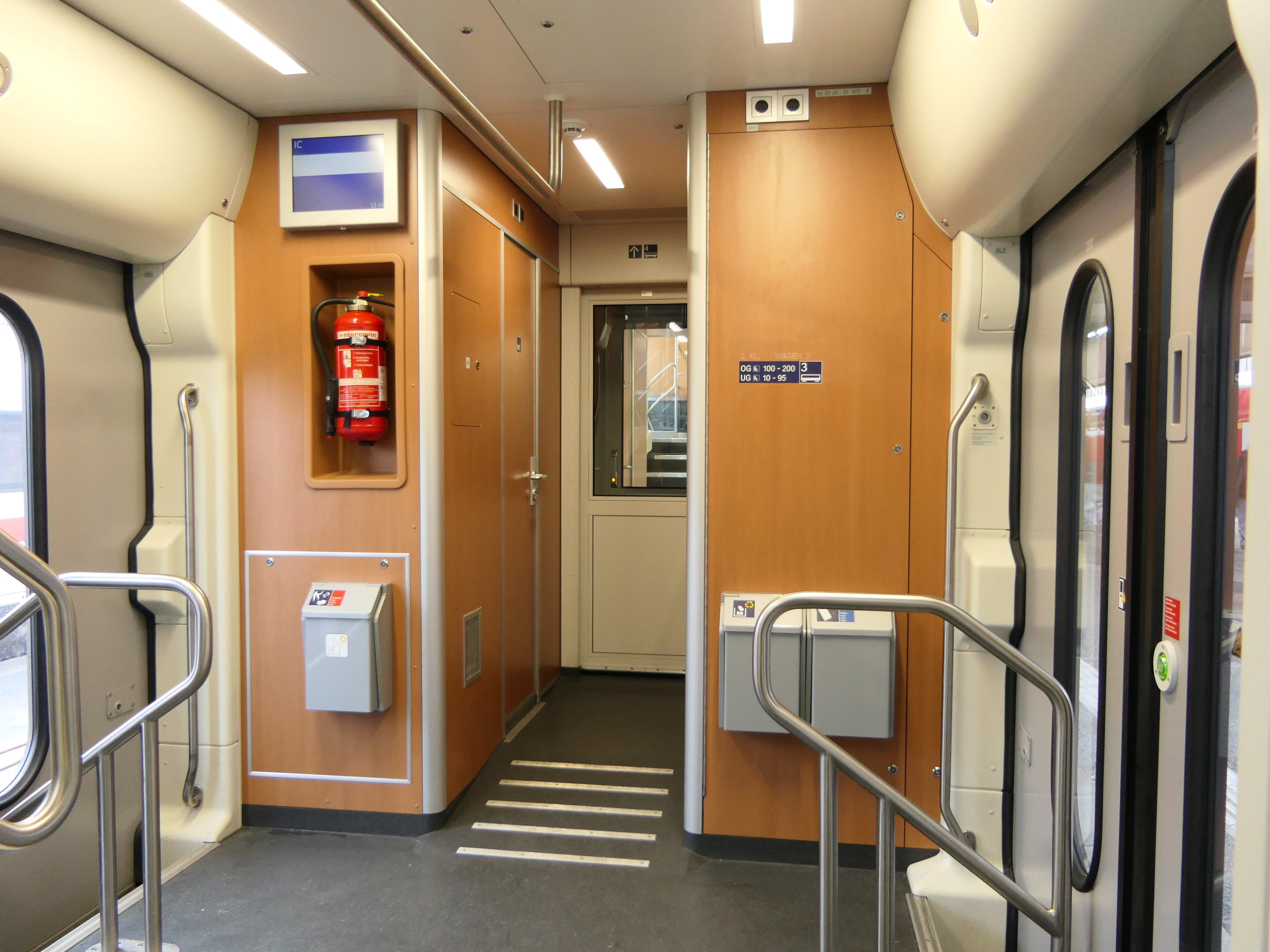
A kocsik közötti átjáró
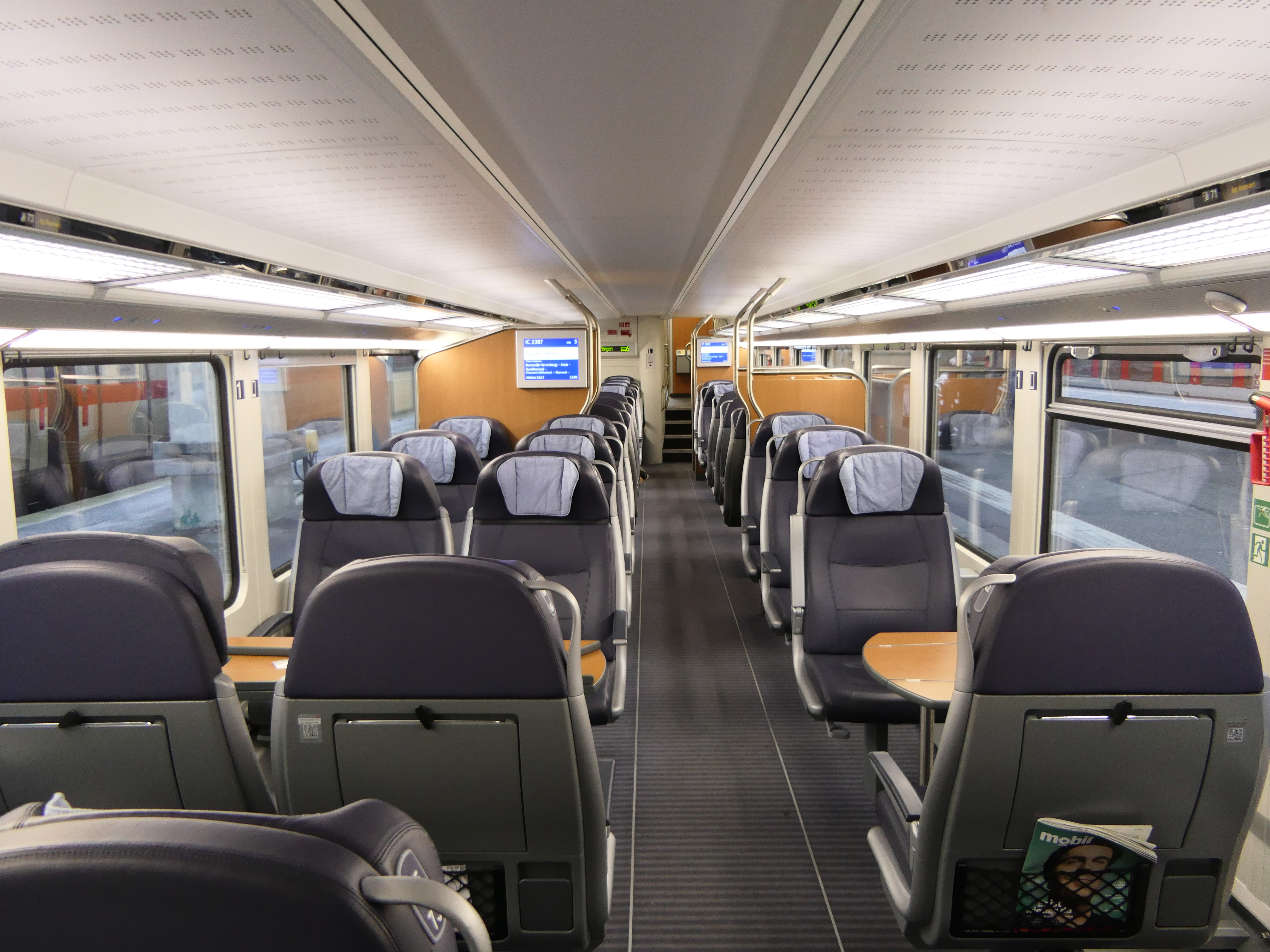
1. osztály lent
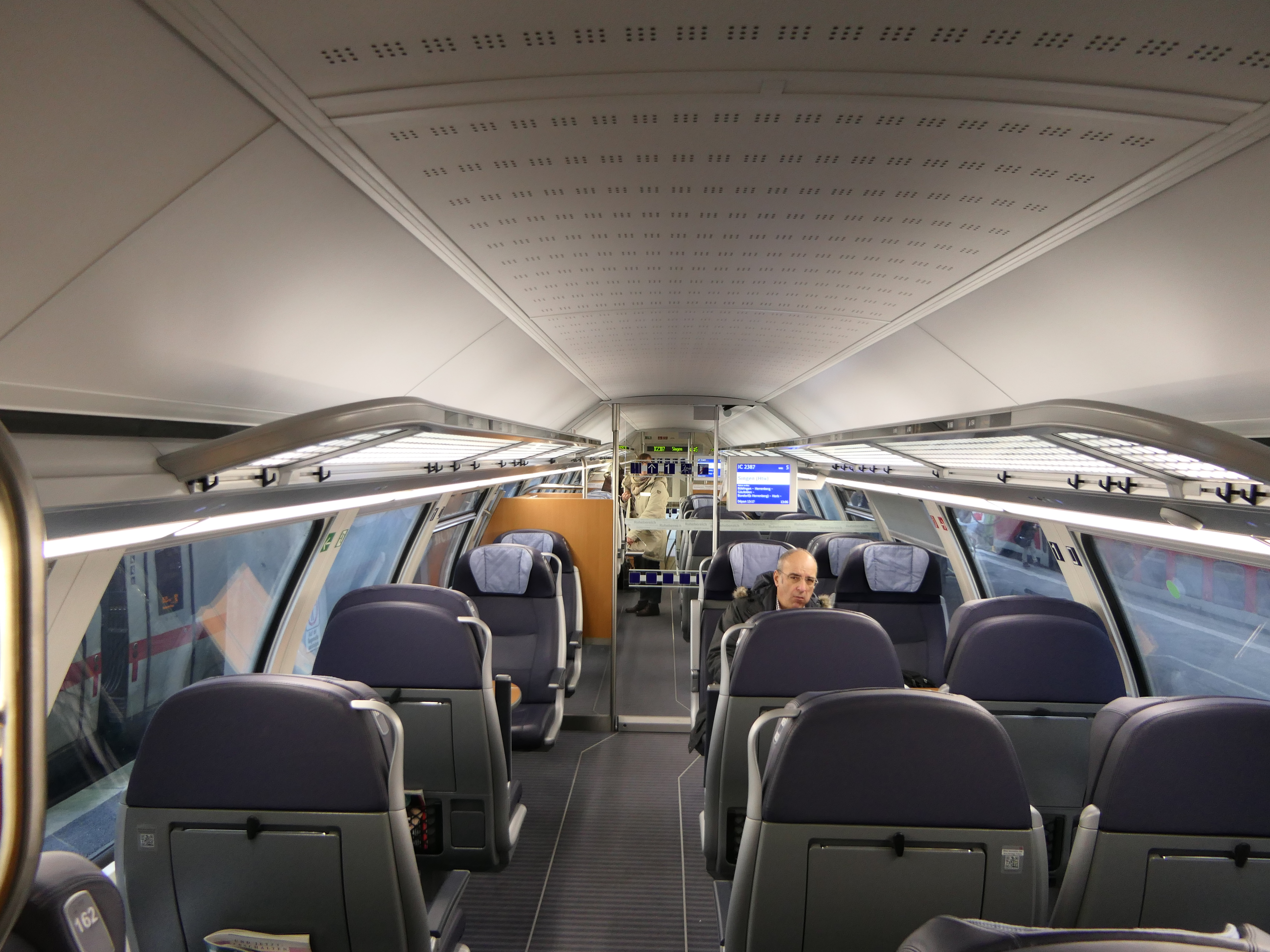
1. osztály fent
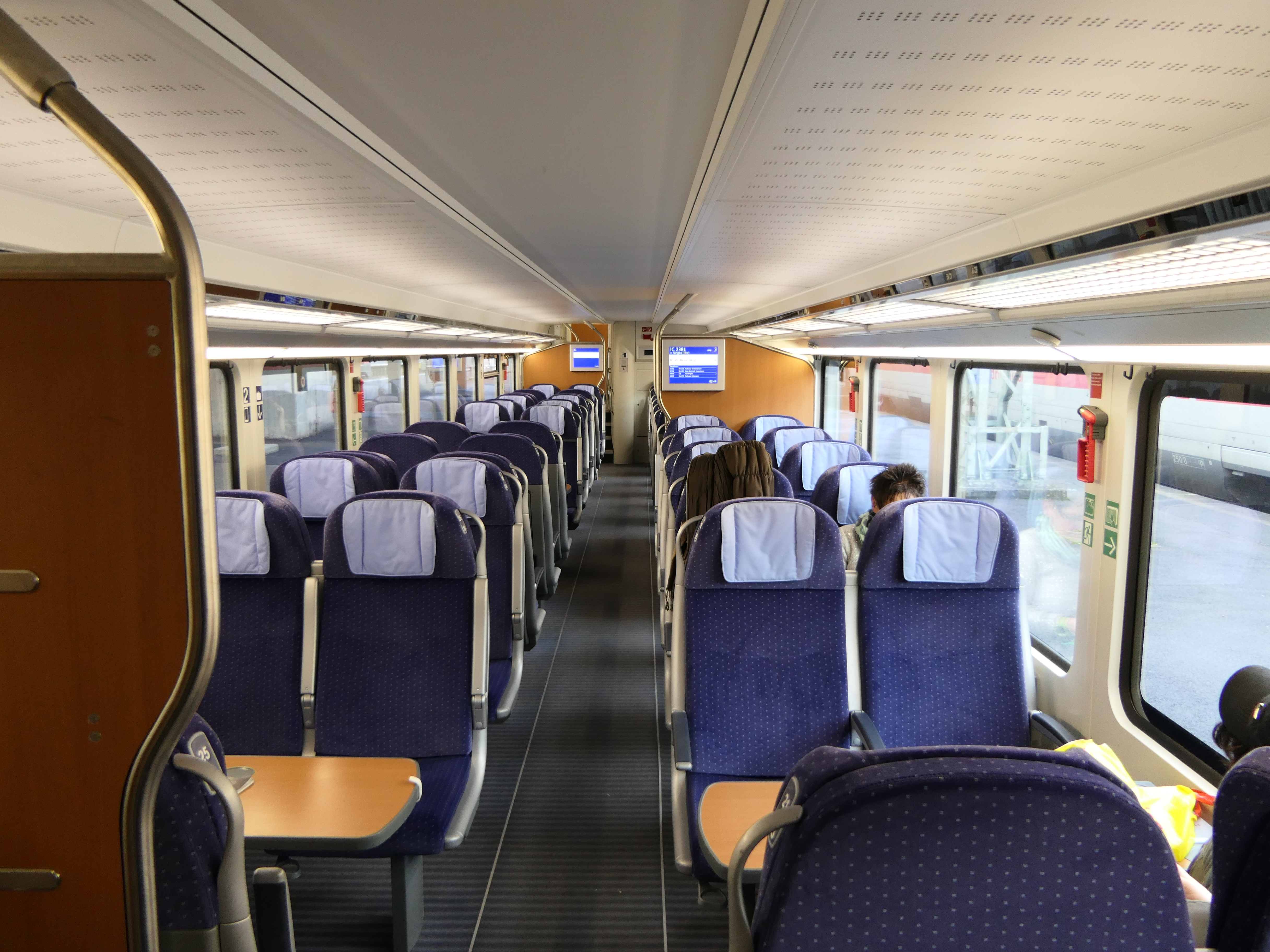
2. osztály lent
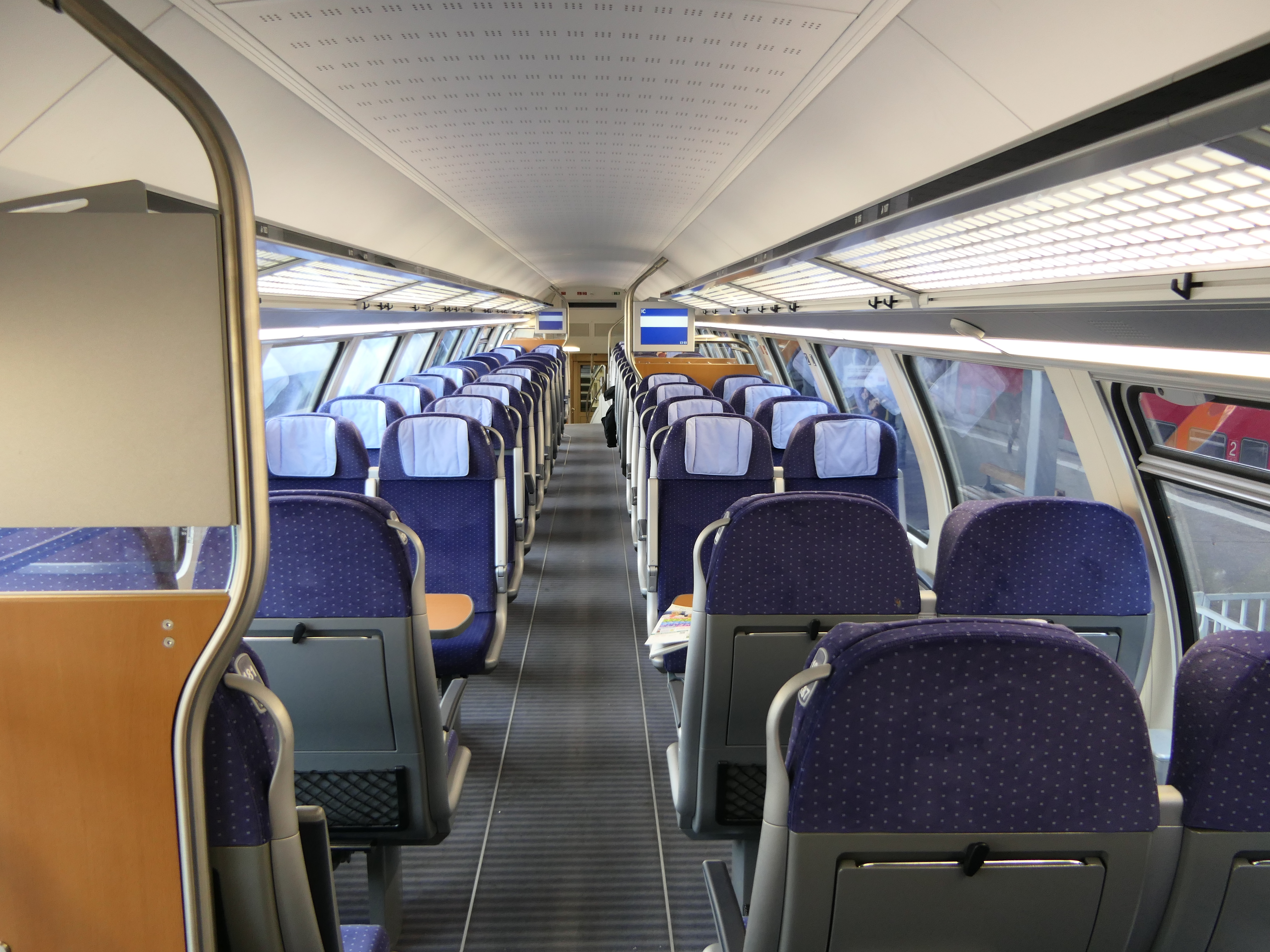
2. osztály fent
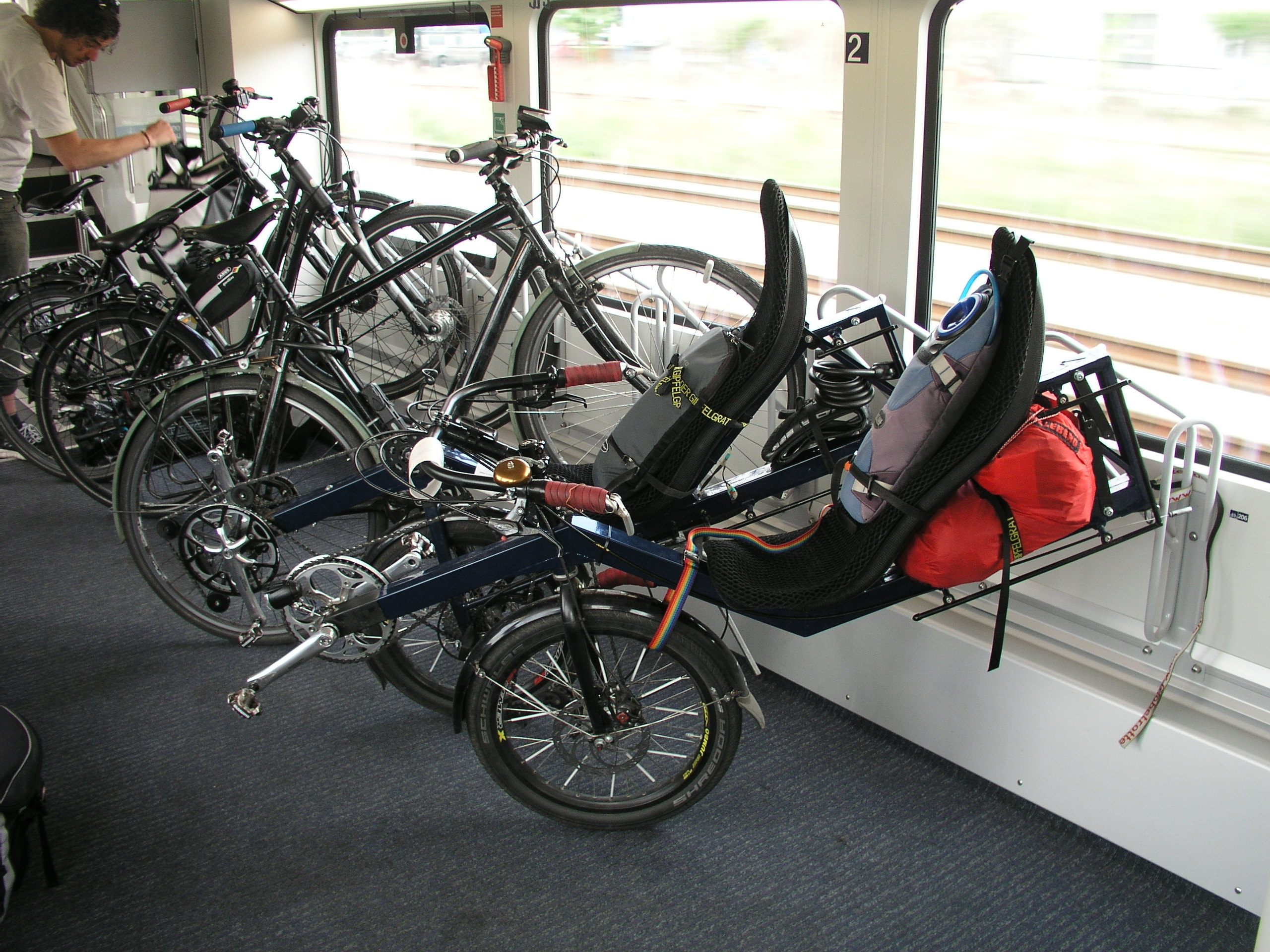
Bicikliszállító rész a vezérlőkocsiban